# King Abdullah Financial District

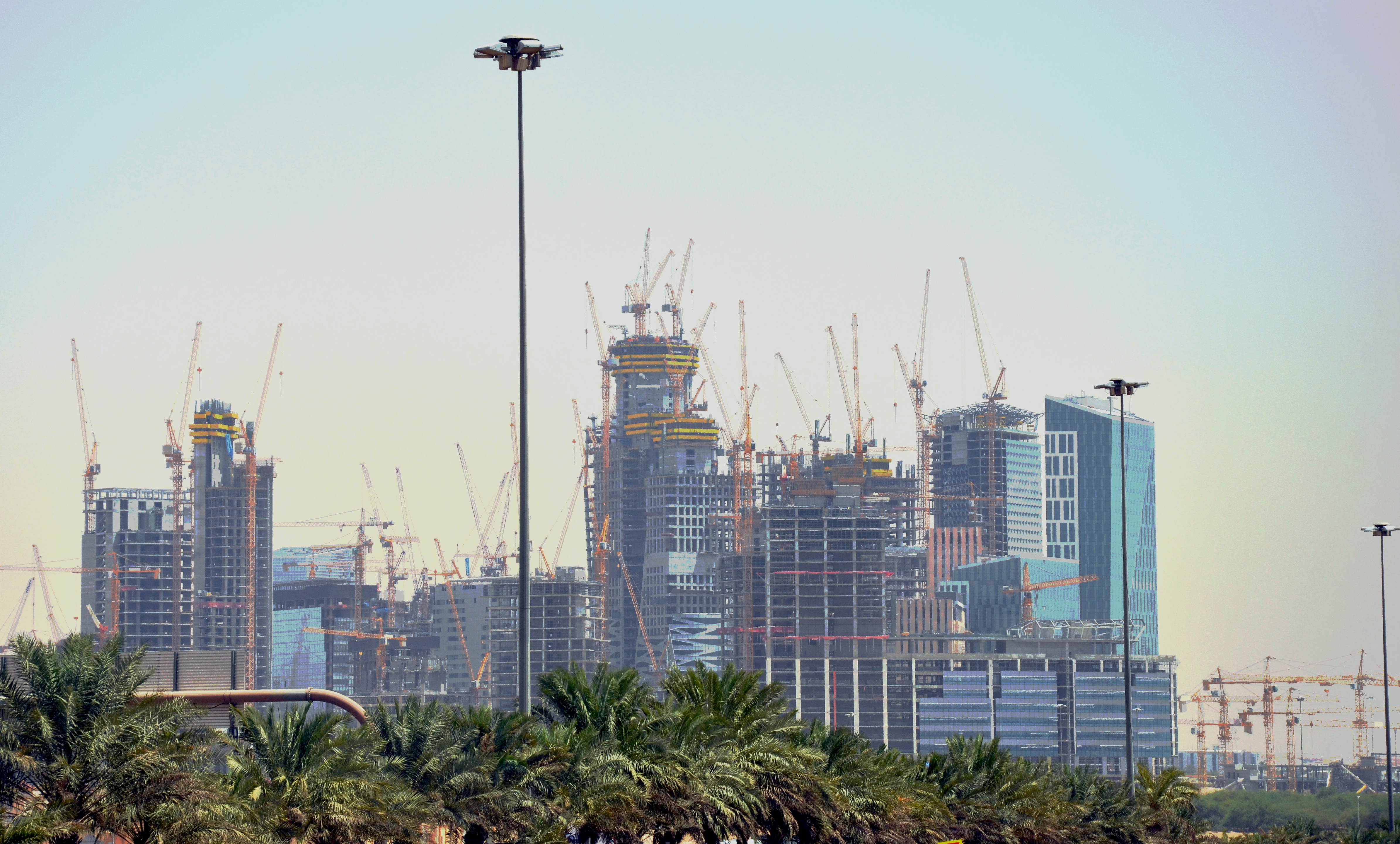
King Abdullah Financial District

Het King Abdullah Financial District (KAFD) is een project in volle ontwikkeling in de buurt van de Saoedi-Arabische hoofdstad Riyad. Het moet het grootse zakencentrum van het Midden-Oosten worden. Het project wordt gerealiseerd door de Rayadah Investment Corporation. Het district zal 34 torens krijgen op een oppervlakte van 1,6 km². Verder zal er ook 3 km² ruimte zijn die anders ingevuld wordt. Er komen 62.000 parkeerplaatsen en er zouden 12.000 mensen kunnen wonen. In 2011 was het het grootste project ter wereld. 
Het Canadese bedrijf Bombardier kreeg een contract van 241 miljoen dollar om een monorail te bouwen in het district.
Het project kost naar schatting 7,8 miljard dollar. 